# Хэзлитт, Генри
Генри Стюарт Хэзлитт (англ. Henry Stuart Hazlitt; 28 ноября 1894, Филадельфия, Пенсильвания — 8 июля 1993, Нью-Йорк) — американский экономист и журналист либертарианского направления. Писал колонки и книжные рецензии для многих газет и журналов, в том числе для The Wall Street Journal, The New York Times, Newsweek и других.

## Биография
Родился в Филадельфии в семье Стюарта Кларка Хэзлитта (англ. Stuart Clark Hazlitt) и Берты Заундер Хэзлитт (англ. Bertha Zaunder Hazlitt). Его отец скончался в 28 лет, когда мальчик был совсем маленьким. В шесть лет мать отправила его в частный Джирард-колледж, в который бесплатно принимали при поддержке местного филантропа одарённых белых детей, оставшихся без отца. Мать его вышла замуж во второй раз, когда ему исполнилось девять, и семья переехала в Бруклин, где Генри посещал обычную школу (public school). Из-за отсутствия финансовых возможностей после полутора лет обучения в вечерней школе (night school) при Городском колледже Нью-Йорка Генри был вынужден расстаться с мечтой стать психологом («как Уильям Джеймс») и пойти работать.
Первоначально Генри Хэзлитт работал разнорабочим, меняя работу зачастую каждую неделю, но в 1913 году наконец получил постоянную работу стенографа в The Wall Street Journal, а в двадцать лет им была написана первая его работа — Thinking as a Science («Мышление как наука»), которую в 1915 году опубликовало издательство E. P. Dutton, через год выпустив повторный тираж.
В 1916 году молодой журналист перешёл в New York Evening Post, где проработал до 1918 года, затем в 1919−1920 годах в Mechanics & Metals National Bank составлял ежемесячные финансовые отчёты. С 1921 по 1923 год был финансовым редактором в New York Evening Mail, а в 1923−1924 годах писал передовицы и редакторские статьи в New York Herald.
В 1922 году также в издательстве E. P. Dutton появилась в печати его вторая книга The Way to Will Power, в которой автор защищал индивидуальность и предприимчивость в противовес предопределённости фрейдистского психоанализа.
В 1924 года Хэзлитт работал в New York Sun, где с октября 1926 года по сентябрь 1929 года каждую неделю публиковал свои литературные рецензии и заметки, которые создали ему в США репутацию серьёзного и думающего писателя. В этой связи его пригласили подготовить биографию известного британского философа Бертрана Рассела. По договору с издательством W. W. Norton Хэзлитт в 1928−1929 годах провёл многочисленные интервью с философом, однако в итоге Б. Рассел передумал и решил написать автобиографию.
В 1930 году его пригласили литературным редактором в журнале The Nation, имевший левую направленность, однако позволивший ему напечатать множество рецензий на выходившие книги по философии, культуре, истории, экономике и политике. Тем не менее, после дискуссии на страницах издания с известным американским социалистом Льюисом Фишером по поводу приемлемости для страны и экономики Нового курса Ф. Д. Рузвельта Хэзлитт покинул The Nation в 1933 году. Однако результатом работы в журнале стал выход в печати в этом же году его книги The Anatomy of Criticism, где Хэзлитт дал раннее опровержение литературному деконструктивизму.
Следующие два года (1933−1934) Генри Хэзлитт проработал редактором The American Mercury по приглашению основателя и издателя Генри Льюиса Менкена. А с 1934 по 1946 год журналист работал в The New York Times, где писал рецензии и редакционные передовицы (анонимные), охватывавшие самые острые проблемы современности. Именно в эти годы в работах Хэзлитта особенно ярко проявилось негативное отношение к любым видам государственного регулирования и контроля, будь то ограничения цен военного времени или меры государственного стимулирования в духе Дж. М. Кейнса. Его литературные обзоры и рецензии регулярно появлялись в The New York Times Book Review. В эти же годы Генри Хэзлитт познакомился и подружился с австрийским экономистом Людвигом фон Мизесом, эмигрировавшим в США.
Из-за категорического неприятия Бреттон-Вудских соглашений его отстранили от написания редакционной колонки, а вскоре ему пришлось искать другую работу. Следующие несколько лет (1946−1949) он вёл финансовую колонку «Business Tides» в журнале Newsweek. В это же время (1946) он написал книгу Economics in One Lesson («Экономика за один урок»), ставшую самым известным и популярным его произведением — за год вышло четыре издания и было распродано более 1 млн экземпляров.
Также в 1946 году согласился помочь Леонарду Риду в организации Фонда экономического образования, вице-президентом которого стал. А в 1947 году по приглашению Фридриха Хайека принял участие в организационном собрании общества «Мон Пелерин» в Швейцарии.
А в 1947 году Хэзлитт написал книгу Will Dollars Save the World?, в которой подверг жёсткой критике План Маршалла.
С 1950 года вместе с Джоном Чемберленом основал и редактировал журнал The Freeman, выходивший в печать каждые две недели. В 1950−1952 годах вместе с Чемберленом был соредактором, а в 1952−1953 годах — главным редактором журнала. Однако в 1956 году из-за финансовых трудностей журнал был выкуплен Фондом экономического образования и объединён с ежеквартальным журналом Фонда Ideas on Liberty в новый ежемесячник The Freeman: Ideas on Liberty. В дальнейшем Генри Хэзлитт продолжал сотрудничать с новой редакцией.
В 1951 году в нью-йоркском издательстве Appleton вышел единственный роман Хэзлитта — The Great Idea, изданный в следующем году в Лондоне с названием Time Will Run Back (издательство Ernest Benn Ltd.).
В 1959 году в издательстве D. Van Nostrand вышел серьёзный труд по экономике The Failure of the «New Economics»: An Analysis of the Keynesian Fallacies, в котором Хэзлитт по главам раскритиковал основной трактат Дж. М. Кейнса «Общая теория занятости, процента и денег» с позиций австрийской школы в экономике. В следующем году (в том же издательстве) под редакцией Генри Хэзлитта выходит сборник работ известных экономистов The Critics of Keynesian Economics, продолживший критику кейнсианства.
Основной философско-этический труд Хэзлитта — The Foundations of Morality — вышел в 1964 году также в издательстве D. Van Nostrand.
Скончался 8 июля 1993 года в возрасте 98 лет.

## Мировоззрение
На протяжении практически всей своей жизни и активной деятельности Генри Хэзлитт отстаивал принципы свободы и индивидуализма, последовательно критикуя государственное регулирование, инфляцию и построение «государства всеобщего благосостояния».
Среди его знакомых и друзей — экономисты Бенджамин М. Андерсон, Людвиг фон Мизес, Фридрих Хайек, Леонард Рид, журналисты и писатели Генри Менкен, Джон Чемберлен, Изабель Патерсон, Роуз Лейн, Айн Рэнд, Лоуренс Фертиг, издатель консервативного журнала National Review Уильям Ф. Бакли-младший и другие.

## Основные работы
За свою жизнь Генри Хэзлитт написал два трактата по экономике, этике и философии, роман, трилог по литературной критике, шестнадцать других книг и огромное число статей в сборники, был редактором нескольких сборников, писал статьи, комментарии и рецензии. По его собственной оценке, он написал более 10 млн слов, что составляет 150-томное собрание сочинений.

### Экономические работы
- The Full Employment Bill: An Analysis, 1945
- Economics in One Lesson, 1946
- Will Dollars Save the World?, 1947
- The Failure of the «New Economics»: An Analysis of the Keynesian Fallacies, 1959
- The Critics of Keynesian Economics (редактор), 1960
- What You Should Know About Inflation, 1960
- Man vs. The Welfare State, 1969
- The Conquest of Poverty, 1973
- To Stop Inflation, Return to Gold, 1974
- The Inflation Crisis and How to Resolve It, 1978
- From Bretton Woods to World Inflation, 1984

### Публицистические работы
- A Practical Program for America, 1932
- The Anatomy of Criticism, 1933
- Instead of Dictatorship, 1933
- A New Constitution Now, 1942
- Freedom in America: The Freeman (with Virgil Jordan), 1945
- The Illusions of Point Four, 1950

### Роман
- «The Great Idea» (1951) (брит. название — «Time Will Run Back»

2-е испр. изд. — под названием «Time Will Run Back» (1966)

### Философско-этические работы
- The Free Man’s Library, 1956
- The Foundations of Morality, 1964
- The Wisdom of the Stoics: Selections from Seneca, Epictetus, and Marcus Aurelius (сборник), 1984

### Иные работы
- Thinking as a Science, 1916
- The Way to Will Power, 1922
- The Wisdom of Henry Hazlitt, 1993

### Изданные на русском языке
- Типичные ошибки государственного регулирования экономики. — М.: Серебряные нити, 2000. — 130 с. — ISBN 5-89163-017-6.
- Экономика за один урок (эл.вариант):

 — 1-е изд., пер. с англ. И. Н. Сиренко — М.: Серебряные нити, 2000. — 160 с.;
 — 2-е изд., пер. с англ. Б. Л. Глушака и С. В. Ляховки. — М.: Вильямс, 2007. — 256 с. — ISBN 978-5-8459-1122-3.